# Англо-эфиопское соглашение (1897)
Англо-эфиопское соглашение (1897) (иногда также называемое соглашением Родда) было заключено Ренеллом Роддом со стороны Британской империи и императором Менеликом II со стороны Эфиопии. Заключение касалось в первую очередь спорных вопросов на границе Эфиопии и Британского Сомали. Договор был подписан 14 мая 1897 года, чтобы «укрепить и сделать более эффективной и прибыльной дружбу между двумя королевствами».
Договор включал ряд статей:
I. Граждане Эфиопии и Британского Сомали имеют полную свободу для торговли между ними.
II. Определение географических границ между Британским Сомали и Эфиопией.
III. Сохранение открытой караванной дороги между Харэром и Сайлой.
IV. Эфиопия предоставляла Британии определённые права, касающиеся сбора налогов и пошлин.
V. Разрешение на импорт техники через Британский Сомали.
VI. Эфиопия должна помочь Британии в борьбе с махдистами.
Данный договор был одним из договоров, регулировавших границы Эфиопии и западных держав, после знаменитой победы при Адуа.
Граница между Эфиопией и Великобританией не была демаркирована вплоть до 1932 года, пока Хайле Селассие не решил утвердить границы Эфиопии со всеми западными государствами. Переговоры по демаркации границы шли очень долго и закончились только зимой 1932 года.

## Текст соглашения
Её Величество Виктория, Божиею милостию, Королева Великобритании и Ирландии, Императрица Индии и Его Величество Менелек II, Божиею милостию, Король Королей Эфиопии, желая укрепить и сделать более эффективной и прибыльной дружбу, которая издревле существовала между королевствами. Её Величество Королева Виктория назначила Специальным посланником и представителем при Его Величестве Менелеке II Джеймса Реннелла Родда, эквайра, кавалера орденов Святого Михаила и Святого Георгия. Специальный посланник и Его Величество Менелек II заключают следующий договор, который будет обязателен для них и их наследников
Статья I.
Субъекты, проживающие на территориях Британии и Эфиопии могут свободно перемещаться и заниматься торговлей на территориях Британии и Эфиопии, пользуясь защитой страны, на территории которой они находятся. Вооружённым группировкам из обеих стран строжайше запрещается пересекать границу без разрешения властей Британии и Эфиопии.
Статья II.
Границы британского протектората в Сомали, который был признан Менеликом II, будут определены в результате обменами нотами между Джеймсом Реннеллом Роддом, эсквайром, специальным посланником Её Величества и Хайле Селассие Расом Мэконныном, специальным посланником Менелика II. Данные ноты будут впоследствии прикреплены к этому документу и станут неотъемлемой частью данного договора
Статья III.
Караванная дорога между Харэром и Сайлой на пути к Гильдессе должна оставаться открытой для торговли обоих народов
Статья IV.
Его Величество Император Эфиопии предоставляет британской стороне все возможные права в отношении местного налогообложения и пошлин, которые он может предоставить иностранной державе. При этом, все товары, нужные исключительно для Эфиопии свободно проходят через порт Сайла без каких-либо пошлин
Статья V.
Транзит военной техники и оружия, предназначенных для Его Величества Императора Эфиопии через Британские колонии разрешён, в соответствии с Общим Актом Брюссельской Конференции от 2 июля 1890 года
Статья VI.
Его Величество Император Менелик II, король королей Эфиопии будет помогать правительству Британии и делать всё в его силах, чтобы предотвратить получение ресурсов и оружия махдистами через территорию Эфиопии, также Менелик II объявляет махдистов злейшими врагами империи. Данный договор вступает в силу с момента уведомления Менелика II о его ратификации, но статья VI вступает в действие с момента подписания.
Его Величество Менелик II, король королей Эфиопии и Джеймс Реннелл Родд, эсквайр, от имени Её Величества Виктории, Королевы Великобритании и Ирландии, Императрицы Индии подписывают данный договор. Договор в двух экземплярах составлен на английском и на ахмарском, при чём оба экземпляра являются официальными, к ним прикреплены печати.
Подписано в Аддис-Абебе 14 мая 1897 года.